# Jezioro Szymbarskie
Der Jezioro Szymbarskie (deutsch Haussee) ist ein Landsee im Powiat Iławski in der polnischen Woiwodschaft Ermland-Masuren im historischen Westpreußen. 
Der See ist ca. 5 km lang (in Nord-Süd-Richtung) und ca. 100 bis 600 m breit (in Ost-West-Richtung). Seine Fläche beträgt zwischen 146,5 ha und 165,2 ha, seine maximale Tiefe 25,1 m. Er liegt 300 m westlich der Straße Nr. 521, die von Susz (Rosenberg) nach Iława (Deutsch Eylau) führt, und gehört zur Masurischen Seenplatte. An seinem Nordufer liegt das Dorf Szymbark (Schönberg), von dem auch der polnische Name abgeleitet ist.
Große Teile des Ufers haben einen Schilfgürtel. Aus Naturschutzgründen (Ruhezone) darf der See nur mit Booten mit Hand- oder Elektroantrieb befahren werden.